# Нил Јанг
Нил Персивал Јанг (енгл. Neil Percival Young; Торонто, 12. новембар 1945) је канадски кантаутор и певач.

## Каријера
Почео је да наступа у групи која је радила инструменталне обраде "Шедовса" у Канади 1960, пре него што се преселио у Калифорнију 1966, где је постао суоснивач бенда Buffalo Springfield, заједно са Стивеном Стилсом и Ричи Фурајом, а касније се придружио "Кросби, Стилс и Неш" 1969, свој први албум објавио је 1968. и од тада је изградио успешну и хваљену соло каријеру, која обухвата више од 45 година и 35 студијских албума, уз константана и бескомпромисна истраживања музичких стилова. Сајт Рокенрол куће славних описује Јанга као "једног од највећих рокенрол текстописаца и извођача". Нил Јанг је примљен у Рокенрол кућу славних два пута, прво као солиста 1995, а други пут као члан групе Buffalo Springfield 1997.
Јангова музика се одликује својим препознатљивим звуком гитаре, јако личним текстом и препознатљивим алтом или високим тенором. Иако себе прати на неколико различитих инструмената, укључујући клавир и усну хармонику, његово идиосинкратично свирање електричне и акустичне гитаре дефинишу препознатљива стања тешког и мелодичног звука.
Иако је Јанг експериментисао са различитим музичким стиловима ток своје разноврсне каријере, укључујући и електронску музику, већина његових најпознатијих дела је акустични фолк рок и кантри рок или електрични, појачан хард рок (најчешће у сарадњи са бендом "Крејзи Хорс"). Музички стилови попут алтернативног рока и гранџа су такође усвојили елементе од Јанга. Његов утицај је до тога да га неки називају "Кум гранџа".
Јанг је режирао (или ко-режирао) велики број филмова у којима је користио псеудоним Бернард Шакеј, укључујући Journey Through the Past (1973), Rust Never Sleeps (1979), Human Highway (1982), Greendale (2003) и CSNY/Déjà Vu (2008). Он је такође допринео са музиком на филмовима, укључујући Philadelphia (1993) и Dead Man (1995).
Јанг је еколог и заговорник добробити малих фармера, са којима је 1985. заједнички направио добротворни концерт за помоћ пољопривреди (Farm Aid). Он тренутно ради на документарцу о електричној технологији аутомобила, радног назива LincVolt. Пројекат обухвата његов 1959. Линколн Континентал преобраћен у хибридну технологију која штити животну средину. Јанг је 1986. помогао у оснивању "Бриџ школе", образовне организације за децу са тешким вербалним и физичким инвалидитетом, а помаже је годишњим "Бриџ школа" добротворним концертом, заједно са својом бившом женом Пеги Јанг (девојачко Мортон). Јанг има троје деце: синове Зека (рођен током његове везе са глумицом Кери Сноџрес) и Бен, коме је дијагностикована церебрална парализа, и ћерку Амбер Џејн која, као и Јанг, има епилепсију. Јанг живи на ранчу близу Ла Хонде, Калифорнија. Иако је живео у северној Калифорнији још од 1970-их и пева често о америчким темама и темама о својој родној земљи, он је задржао канадско држављанство. Јанг је награђен Орденом Манитоба, 14. јула 2006., и 30. децембра 2009, постао је официр Канадског ордена.

## Дискографија

### Соло албуми
- "Neil Young" (1968)
- "Everybody Knows This Is Nowhere"(1969)
- "After The Goldrush" (1970)
- "Harvest" (1972)
- "Journey Through The Past" (1972)
- "Time Fades Away" (1973)
- "On The Beach" (1974)
- "Tonight's The Night" (1975)
- Zuma (1975)
- Long May You Run (1976)
- American Stars 'n' Bars (1977)
- Comes a Time (1978)
- Rust Never Sleeps (1979)

"Live Rust" (1979)
- Hawks & Doves (1980)
- Re - ac - tor (1981)
- Trans (1982)
- Everybody's Rockin' (1983)
- Old Ways (1985)
- Landing on Water (1986)
- Life (1987)
- The Note's for You (1988)
- Eldorado (1989)
- Freedom (1989)
- Ragged Glory (1990)
- "Weld" (1991)
- Harvest Moon (1992)
- Unplugged(1993)
- Sleeps with Angels (1994)
- "Mirror Ball" (1995)
- "Dead Man"(1996)
- Broken Arow (1996)
- "Year of The Horse" (1997)
- Silver & Gold (2000)
- "Road Rock" (2000)
- Are You Passionate ? (2002)
- Greendale (2003)
- Prairie Wind (2005)
- Living With War (2006)
- Living With War: "In the Beginning" (2006)
- Chrome Dreams II (2007)
- Fork in the Road (2009)
- Le Noise (2010)
- Americana (2012)
- Psychedelic Pill (2012)
- A Letter Home (2014)
- Storytone (2014)
- The Monsanto Years (2015)
- Peace Trail (2016)
- "Earth" (2016)
- "Hitchhiker (2017)
- "The Visitor" (2017)
- "Summer Songs" (2022)